# Heinz Halm
Heinz Halm (21 de febrero de 1942 en Andernach, Renania-Palatinado) es un estudioso alemán del islam experto en la rama chiita.

## Biografía
A partir de 1962 recibió formación en Teología Islámica, Historia y Lenguas Semíticas en Bonn, donde se graduó como doctor en Filosofía. En 1969 colaboró en la realización del "Atlas Tubinga del Oriente Próximo". En 1975 obtuvo su Habilitation en Ciencias Sociales y en 1980 se convirtió en catedrático de Ciencias Islámicas en Tubinga. Después de 1987 fue durante un breve periodo Professeur associé en la Sorbona, París.
Sus áreas de especialización son la Historia del Oriente Medio musulmán —especialmente Egipto, Norteáfrica y Siria— y las distintas sectas chiitas (ismailitas, imamitas, etc.)

## Islam y secularización
Halm indica en sus teorías, entre otras cosas, que los estados árabes formados tras la caída del Imperio otomano son todos ellos más o menos laicos. Siria e Irak nunca fueron otra cosa; también Túnez bajo el gobierno de Burguiba, Egipto bajo el de Nasser, Turquía bajo el de Atatürk y el Irán de la dinastía Pahlavi (1925-1979), así como las repúblicas centroasiáticas de la antigua Unión Soviética experimentaron un gran impulso secularizador.
Incluso la Revolución Islámica en Irán instauró en el país persa, si bien sólo de manera formal, un modelo de estado republicano con presidente y parlamento. Los movimientos islamistas, reforzados en la mayor parte de los países islámicos a partir de los años 70, son según Halm una reacción a este proceso de secularización progresiva, que surgen con el objetivo de intentar restablecer regímenes teocráticos (o más bien simplemente totalitarios), llegado el caso, con medios violentos. El eslogan que resumiría la ideología de estos grupos es: "El Islam es religión y es estado".